# Урюпін Єгор Єгорович
Єгор Єгорович Урюпін (1758, Путивль, Севська провінція, Білгородська губернія, Російська імперія — після 1811 року, Харків, Російська імперія) — громадський діяч Російської імперії, купець третьої гільдії, меценат, харківський міський голова в 1799—1805 роках.

## Біографія
До Харкова приїхав із Путивля у 1780 році у віці 22 років. Здобув статки на продажу паперу. На посаді міського голови значною мірою відновив права міщан, зупинив торгівлю у Гостинному дворі особами, що не належали до купецького стану, підготував записку до Міністерства внутрішніх справ, в якій описав низку ключових економічних проблем, пов'язаних з розвитком міста Харкова, зокрема щодо розподілу прибутку від торгівлі вином. Урюпін також відомий тим, що виступив із проханням про видворення євреїв з Харкова.
Найбільш важливу послугу Урюпін надав місту своєю діяльністю на користь освіти. Як головний помічник Василя Каразіна, він зібрав із купецтва сімдесят тисяч рублів з метою заснувати Імператорський Харківський університет. За сприяння у відкритті університету Олександр І надав харківському голові чин колезького асесора, який давав право на вступ до дворянства.
У 1805 році Єгор Єгорович Урюпін пішов у вимушену відставку за станом здоров'я. Причиною став гострий психічний розлад, що вперше проявився в 1803 році. Дружина Єгора Урюпіна, Прасковія Андріївна, неодноразово зверталася до міського сирітського суду для того, щоб визнати її опікунство над усім майном через хворобу чоловіка. Останні відомості про життя Урюпіна відносяться до 13 червня 1811: у донесенні міністру внутрішніх справ Російської імперії харківських губернатор Іван Бахтін повідомляє про те, що «Урюпін не знаходиться в пошкодженні розуму, але тільки в слабкості». Точна дата смерті Урюпіна невідома.